# (1430) Somalia
(1430) Somalia – planetoida z pasa głównego asteroid okrążająca Słońce w ciągu 4 lat i 38 dni w średniej odległości 2,56 au. Została odkryta 5 lipca 1937 roku w Union Observatory w Johannesburgu przez Cyrila Jacksona. Nazwa planetoidy pochodzi od Somalii, kraju we wschodniej Afryce. Przed nadaniem nazwy planetoida nosiła oznaczenie tymczasowe (1430) 1937 NK.